# Бартельс, Адольф
Адольф Бартельс (нем. Adolf Bartels; 15 ноября 1862, Вессельбурен — 7 марта 1945, Веймар, Тюрингия) — немецкий прозаик, журналист и поэт, профессор, историк литературы, предвестник и приверженец немецкого национал-социализма и антисемитизма. Изобретатель понятия «хайматкунст».

## Биография
Сын ремесленника, изучал литературу в Лейпциге и Берлине. После 1895 работал журналистом в Веймаре. Со второй половины 1890-х годов, Бартельс, сошел с позиций либерализма и стал активным антисемитом.
В 1897 году написал влиятельную и популярную «Историю немецкой литературы», которая содержала все признаки расизма и откровенного антисемитизма, а также опубликовал ряд литературных обзоров в духе национал-социализма. С позиций антисемитизма, Бартельс принялся классифицировать всех немецких писателей и поэтов по признаку «еврей/нееврей». По Бартельсу, даже авторы, чьи имена звучали как еврейские, или писавшие для «еврейской прессы», а также дружившие с евреями были «запачканы еврейством».
Литературные взгляды Бартельса включали в себя восхваление немецкого народного достояния и национального искусства с народнических («фёлькиш») позиций и борьбу против «растлевающих» его евреев и прочих «декадентов». Бартельс в своём стремлении отделить евреев от неевреев в немецкой литературе, постепенно дошёл до того, что даже нацисты сначала запретили новые издания его «Истории» до тех пор, пока автор не переработает её и не снимет с однозначных немцев необоснованные обвинения в еврействе. Несмотря на это, крайние националисты и нацисты высоко ценили и самого Бартельса, и его литературно-критическую деятельность, поддерживали и награждали воспевшего их идеи «народнического борца».
В 1920 был основателем Союза народных издателей, позже редактором ежемесячного журнала «Дойчес шрифтум» («Германские произведения»), в котором печатались в основном статьи антисемитского содержания. В 1924 опубликовал работу «Национал-социалистическое освобождение Германии», в которой восхвалял нацистское движение, получил высокую оценку нацистских лидеров.
Среди поклонников его творчества были Йозеф Геббельс и Бальдур фон Ширах. В 1937 и 1942 года юбилеи Бартельса были отмечены официальными празднествами. В 1937 году Гитлер лично вручил Бартельсу медаль (Орлиный щит Германского государства).
Основал Веймарские Национальные Празднества для немецкой молодёжи, в ходе которых школьники знакомились с литературной классикой Германии.
Умер 7 марта 1945 в Веймаре.

## Творчество
Автор исторических романов, пьес и поэм с ярко выраженными народными персонажами. Сочетал литературное творчество с откровенным антисемитизмом (например, монография «Лессинг и евреи», 1918). Его стихотворения, комическая эпопея «Der dumme Teufel» (1896) и драматическая трилогия «Luther» (1900—1904) имели определённый успех.
Общее внимание привлекли его историко-литературные очерки «Die deutsche Dichtung der Gegenwart» (1897, 5 изданий), а также «История немецкой литературы» (1902) и «История тюрингской литературы».
Бартельс написал книгу мемуаров «Kinderland» («Земля детства»), о своём родном городке Вессельбурене, а также масштабный исторический роман «Дитмаршцы» («Die Dithmarscher», 1898).

## Избранные произведения
Поэзия и драматические произведения
- Gedichte (1889)
- Dichterleben (1890)
- Aus der meerumschlungenen Heimat (1895)
- Der dumme Teufel (1896)
- Martin Luther, (трилогия, 1903)

### Критические статьи и работы по истории литературы
- Friedrich Gessler (1892)
- Die deutsche Dichtung der Gegenwart (1897)
- Geschichte der deutschen Litteratur (в 2-х т., 1901—1902)
- Adolf Stern (1905)
- Heinrich Heine (1906)
- Gerhart Hauptmann (1906)
- Deutsche Literatur. Einsichten und Aussichten (1907)
- Deutsches Schrifttum (1911)